# في فكي الموت
في فكي الموت هي صورة التقطت في 6 يونيو 1944، بواسطة روبرت إف. سارجنت.الصورة تصور جنودا من فرقة المشاة الأولى بالجيش الأمريكي ينزلون من زورق إنزال في شاطئ أوماها أثناء إنزال نورماندي في الحرب العالمية الثانية.